# Alfons Martí Bauçà
Alfons Martí Bauçà (Palma, 10 de julio de 1968) es un escritor español.

## Obra en castellano
- El hombre que quiso ser hombre, 1998 (novela)
- De la polis a la desaparición, 1999 (ensayo)
- En tierra de fariseos, 2000 (ensayo)

## Obra en catalán

### Viajes
- Una aventura americana. Lleida: Pagès, 2001
- Una aventura grega. Barcelona: Atenea, 2002
- Una aventura italiana. Valls: Cossetània, 2005

### Ensayo literario
- Els déus i nosaltres. Barcelona: Llibres de l'Índex, 2004